# Piechota morska

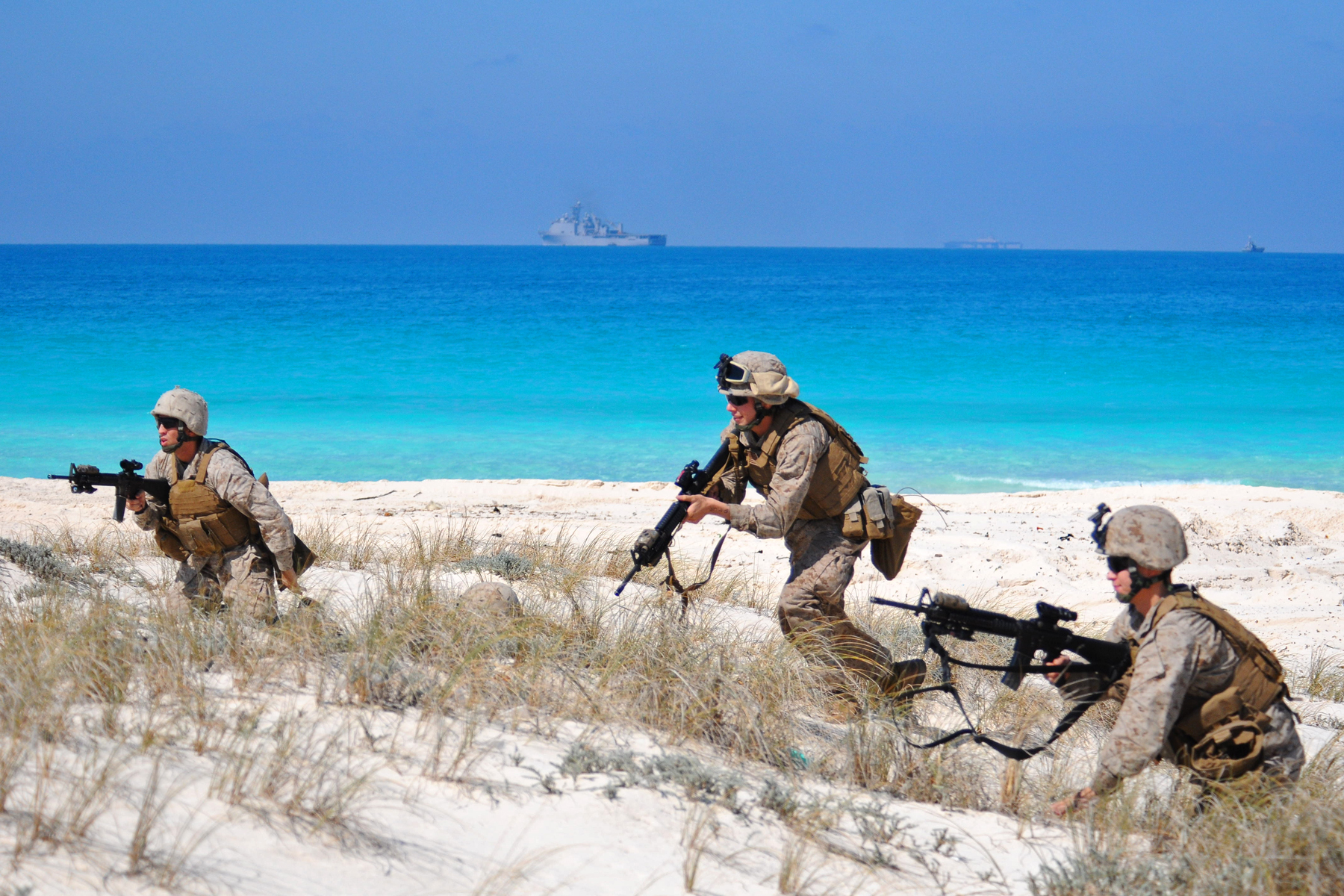
Żołnierze amerykańskiej piechoty morskiej (USMC)

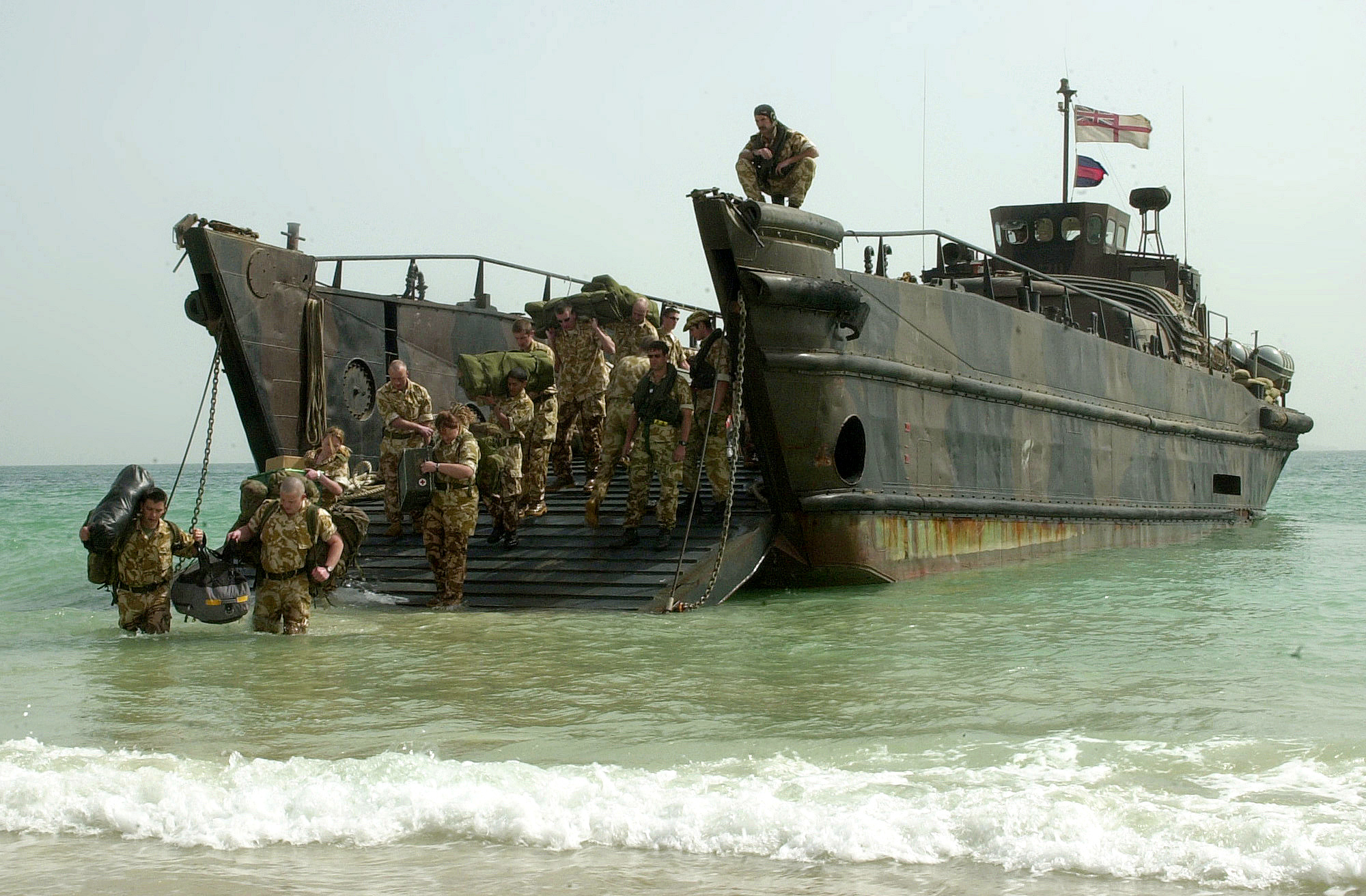
Royal Marines w trakcie desantu z okrętu typu LCU

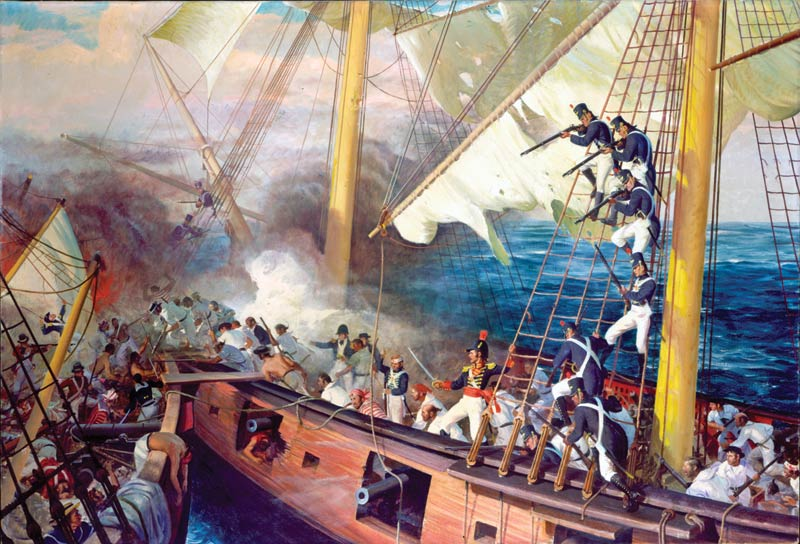
Starcie amerykańskiej i brytyjskiej piechoty morskiej w trakcie abordażu (1814)

Piechota morska – rodzaj piechoty wyszkolonej i wyposażonej specjalnie do walk w rejonach przybrzeżnych. Dawniej: oddziały rozmieszczane na okrętach, przeznaczone do walki w trakcie abordażu.

## Charakterystyka
Do zakresu działań piechoty morskiej zalicza się operacje desantowe, szturmy na umocnione pozycje na wybrzeżu (na plażach, w portach itp.), oraz działania rajdowe połączone ze zorganizowanym wycofaniem. Jednostki tego typu w odróżnieniu od zwykłej piechoty podporządkowane są z reguły marynarce wojennej, a nie wojskom lądowym. W niektórych państwach (np. w USA – United States Marine Corps) występują jako osobny rodzaj sił zbrojnych.

## W Polsce
Za początek istnienia jednostek polskiej piechoty morskiej, należy uznać oddział abordażowy, który pod dowództwem kapitana Jana Storcha brał udział w bitwie pod Oliwą w 1627 roku. To właśnie piechota morska dowodzona przez kapitana Storcha zdobyła okręt flagowy szwedzkiej flotylli - galeon Tigern, czyli Tygrys (1624). Najprawdopodobniej to również kapitan Jan Storch uśmiercił głównodowodzącego szwedzką flotyllą admirała  Nilsa Göranssona Stiernskölda. 
W Ludowym Wojsku Polskim pierwszą jednostkę tego typu utworzono w 1951 roku. Był to 3 batalion piechoty morskiej, stacjonujący w Dziwnowie, rozwinięty następnie jako 3 pułk piechoty morskiej. Podlegał on początkowo  Marynarce Wojennej (dowódcy Flotylli Środków Desantowych w Świnoujściu), po czym został podporządkowany Wojskom Lądowym stając się jednym z komponentów powstałej w 1963 roku 7 Łużyckiej Dywizji Desantowej (Niebieskie Berety). Według Adama Kalickiego jednostki dywizji częściowo utraciły charakter piechoty morskiej, będąc jedynie piechotą zmotoryzowaną zdolną do korzystania z transportu morskiego. Inaczej rzecz ujmuje Edward Wejner - jeden z dowódców  polskich Niebieskich Beretów podkreślając że ćwiczenia desantowań na plaże, tworzyły z jednostki rodzaj „morskich komandosów”. Dywizję tę rozformowano w 1989 roku i odtąd Polska nie posiada jednostek tego typu. Obecnie tradycje dywizji kultywuje 7 Brygada Obrony Wybrzeża, w której jedynie na małą skalę prowadzone są działania z transportem morskim.